# Горизонт
Горизо́нт (др.-греч. ὁρίζων — буквально: ограничивающий), уст. закро́й как собственно черта и о́видь как очерченная область — условная черта, ограничивающая поле зрения наблюдателя на поверхности шаровидного небесного тела (изначально Земли); из-за естественной кривизны этой поверхности (в отсутствие иных неровностей рельефа) выглядит для наблюдателя как ровный край обозреваемого им кругового участка поверхности; согласно определению в словаре В.Даля, горизонт есть «черта, отделяющая видимую нами часть неба и земли от невидимой».
По другому определению в понятие входит не только «граница неба  с земной или водной поверхностью», но и видимая часть этой поверхности — ср. уст. кругозо́р, озо́р, а также о́видь как всё пространство, окидываемое взглядом до этой границы. Различают горизонт видимый и горизонт истинный. Угол между плоскостью истинного горизонта и направлением на видимый горизонт называют наклонением горизонта (синонимы: понижение горизонта, депрессия горизонта).

На иллюстрации: точка A — точка наблюдения; Н’Н — плоскость истинного горизонта; отрезок AC1 — геометрическая (теоретическая) дальность видимого горизонта; дуга AB1 — географическая дальность видимого горизонта; угол α — наклонение горизонта; B1B2B3B4 — линия видимого горизонта.

## Названия
У слова «горизонт» греческого происхождения имеется целый ряд старорусских синонимов на всевозможные варианты его толкования: небоскло́н, кругозо́р, небозём, небоскат, закат неба, глазоём, зреемо/зреймо, завесь, закро́й, озо́р, о́видь, окоём, о́гля́д(ь).
Пример архаичного словоупотребления:

По о́види парус виднеется, а судно под закроем.

## Видимый горизонт
Видимым горизонтом называют и линию, по которой небо кажется граничащим с поверхностью Земли, и пространство неба над этой границей, и видимую наблюдателем поверхность Земли, и всё видимое вокруг наблюдателя пространство, до конечных пределов его.
Таким же образом понятие горизонта может быть определено для других небесных тел.

### Расстояние до видимого горизонта
- В случае, если видимый горизонт определять как границу между небом и Землёй, то рассчитать геометрическую дальность видимого горизонта можно, воспользовавшись теоремой Пифагора:

{\displaystyle d={\sqrt {(R+h)^{2}-R^{2}}}}
Здесь d — геометрическая дальность видимого горизонта, R — радиус Земли, h — высота точки наблюдения относительно поверхности Земли.
В приближении, что Земля — идеально круглая и без учёта рефракции эта формула даёт хорошие результаты вплоть до высот расположения точки наблюдения порядка 100 км над поверхностью Земли.
Принимая радиус Земли равным 6371 км и отбрасывая из-под корня величину h2, которая не слишком значима ввиду малого отношения h/R, получим ещё более простую приближённую формулу:
{\displaystyle d\approx 113{\sqrt {h}}\,,}
где d и h в километрах или
{\displaystyle d\approx 3,57{\sqrt {h}}\,,}
где d в километрах, а h в метрах.
Ниже приведено расстояние до горизонта при наблюдении с различных высот:
| Высота над земной поверхностью h | Расстояние до горизонта d | Пример места наблюдения              |
| -------------------------------- | ------------------------- | ------------------------------------ |
| 1,73 м                           | 4,7 км                    | стоя на земле                        |
| 25 м                             | 18 км                     | стоя на 10‑ом этаже                  |
| 50 м                             | 25 км                     | колесо обозрения                     |
| 150 м                            | 44 км                     | воздушный шар                        |
| 300 м                            | 62 км                     | экскурсия на дирижабле «Zeppelin NT» |
| 2 км                             | 160 км                    | гора Говерла                         |
| 5 км                             | 252 км                    | поршневой самолёт                    |
| 10,7 км                          | 369 км                    | реактивные самолёты (эшелон FL350)   |
| 416 км                           | 2 340 км                  | Международная космическая станция    |

Для облегчения расчётов дальности горизонта в зависимости от высоты точки наблюдения и с учётом рефракции составлены таблицы и номограммы. Действительные значения дальности видимого горизонта могут значительно отличаться от табличных, особенно в высоких широтах, в зависимости от состояния атмосферы и подстилающей поверхности.
Поднятие (снижение) горизонта относится к явлениям, связанным с рефракцией (рисунок 2). При положительной рефракции видимый горизонт поднимается (расширяется), географическая дальность видимого горизонта увеличивается по сравнению с геометрической дальностью, видны предметы, обычно скрытые кривизной Земли.
Большие градиенты температуры создаются при сильном нагреве земной поверхности солнечными лучами, часто в пустынях, в степях. Большие градиенты могут возникнуть и в средних, и даже в высоких широтах в летние дни при солнечной погоде: над песчаными пляжами, над асфальтом, над обнажённой почвой. Такие условия являются благоприятными для возникновения нижних миражей.
При отрицательной рефракции видимый горизонт снижается (сужается), не видны даже те предметы, которые видны в обычных условиях.
- В случае, если видимый горизонт определять как всё видимое вокруг наблюдателя пространство, до конечных пределов его, то расстояние до видимого горизонта, например, в лесу — это максимальное расстояние на которое уходит взгляд, пока не упрётся в деревья (несколько десятков метров), а для наблюдаемой Вселенной расстояние до видимого горизонта (то есть до самых далёких звёзд, которые мы можем наблюдать) составит около 13—14 млрд световых лет[16].

Кстати: Космический горизонт (горизонт частиц) — это и мысленно воображаемая сфера с радиусом, равным расстоянию, которое свет прошёл за время существования Вселенной, и все множество точек Вселенной, находящихся на этом расстоянии.

### Дальность видимости
На рисунке справа дальность видимости объекта определяют по формуле
{\displaystyle D_{\mathrm {BL} }=3.57\,({\sqrt {h_{\mathrm {B} }}}+{\sqrt {h_{\mathrm {L} }}})},
где {\displaystyle D_{\mathrm {BL} }} — дальность видимости в километрах,

{\displaystyle h_{\mathrm {B} }} и {\displaystyle h_{\mathrm {L} }} — высоты точки наблюдения и объекта в метрах.
Если учесть земную рефракцию, то формула примет вид:
{\displaystyle D_{\mathrm {BL} }<3.86\,({\sqrt {h_{\mathrm {B} }}}+{\sqrt {h_{\mathrm {L} }}})\,.}
То же самое, но {\displaystyle D_{\mathrm {BL} }} — в морских милях:
{\displaystyle D_{\mathrm {BL} }<2.08\,({\sqrt {h_{\mathrm {B} }}}+{\sqrt {h_{\mathrm {L} }}})\,.}
Для приближённого расчёта дальности видимости объектов применяют номограмму Струйского (см. илл.): на двух крайних шкалах номограммы отмечают точки, соответствующие высоте точки наблюдения и высоте объекта, затем проводят через них прямую и на пересечении этой прямой со средней шкалой получают дальность видимости объекта.
На морских картах, в лоциях и других навигационных пособиях дальность видимости маяков и огней указывается для высоты точки наблюдения равной 5 м. Если высота точки наблюдения иная, то вводится поправка.

### Горизонт на Луне
Нужно сказать, что расстояния на Луне очень обманчивы. Благодаря отсутствию воздуха удалённые предметы видятся на Луне более чётко и поэтому всегда кажутся ближе.
— Николай Носов. «Незнайка на Луне». 1964.
Лунный горизонт практически вдвое ближе земного. При этом расстояние до лунного горизонта зрительно определить крайне сложно по причине отсутствия атмосферы, а также объектов известного размера, по которым можно было бы судить о масштабе.

## Истинный горизонт
Истинный горизонт — мысленно воображаемый большой круг небесной сферы, плоскость которого перпендикулярна отвесной линии в точке наблюдения. Аналогично общему понятию, истинным горизонтом может называться не круг, а окружность, то есть линия пересечения небесной сферы и плоскости, перпендикулярной отвесной линии.
Синонимы: математический горизонт, астрономический горизонт.
Искусственный горизонт — прибор, которым пользуются для определения истинного горизонта.
Например, истинный горизонт легко определить, если поднести к глазам стакан с водой так, чтобы уровень воды был виден как прямая линия.

## Горизонт в философии
Понятие горизонта в философию вводит Эдмунд Гуссерль, а Гадамер определяет его следующим образом: «Горизонт — поле зрения, охватывающее и обнимающее всё то, что может быть увидено из какого-либо пункта» (ср. уст. кругозор в значении «горизонт»).